# Maurice Deprez
Maurice Deprez (Brüsszel, 1888. november 12. – Etterbeek, 1953. augusztus 30.) Európa-bajnok belga jégkorongozó, olimpikon.
Első válogatottbeli szereplése az 1910-es jégkorong-Európa-bajnokság volt, ahol bronzérmes lett. Részt vett az 1913-as jégkorong-Európa-bajnokságon, és a belga válogatott aranyérmes lett. 7 gólt ütött és gól király lett. Az 1914-es jégkorong-Európa-bajnokság volt az utolsó EB-je és ismét bronzérmes lett. Ezután kitört az első világháború és 5 Európa-bajnokság elmaradt.
Az 1920. évi nyári olimpiai játékokon vett részt és a jégkorongtornán játszott a belga csapatban. A lebonyolítás érdekessége, hogy egyből a negyeddöntőben kezdtek és a svédek voltak az ellenfelek. 8–0-ra kikaptak és egy mérkőzés után véget is ért számukra az olimpia.
A belga CPB volt a klubcsapata.